# Final Fantasy Dimensions
Final Fantasy Dimensions, conosciuto in Giappone con il titolo Final Fantasy Legends: Hikari to Yami no Senshi (ファイナルファンタジー レジェンズ 光と闇の戦士?, Fainaru Fantajī Rejenzu: Hikari to Yami no Senshi) è un videogioco di ruolo sviluppato dalla Matrix Software e pubblicato dalla Square Enix per dispositivi mobili.
Simile a Final Fantasy IV: The After Years, è stato inizialmente pubblicato come gioco ad episodi, i cui primi due capitoli sono stati pubblicati il 9 settembre 2010 per il sistema di distribuzione giapponese i-mode, ed il 9 dicembre 2010 su EZweb. Il titolo è stato convertito per piattaforme iOS ed Android platformse pubblicato in tutto il mondo nell'estate del 2012.